# Restless Style

Restless Style est un magazine de mode fictif du feuilleton Les Feux de l'amour. Deux versions existent, la version papier qui est fictive et sert uniquement pour la série, et la version Web qui est accessible par tous. Le magazine a été fondé en 2008 par Nicholas Newman, Phyllis Newman, Jack Abbott et Sharon Abbott. Il a ensuite été dirigé par Nicholas Newman et sa femme Phyllis Newman avant d'être vendu à William Abbott depuis octobre 2009.

## Les débuts de Restless Style
Début 2008, Nicholas Newman se fait licencier par son père, Victor de Newman Entreprises, lui et sa femme se retrouvent alors sans travail. Il en va de même pour le couple Abbott : Jack démissionne de son poste de sénateur du Wisconsin. Jack et Nick décident alors de s'associer avec leurs femmes, Phyllis et Sharon pour créer un magazine de mode. Jack et Sharon iront à Los Angeles pour proposer à Éric Forrester (Amour, Gloire et Beauté) un partenariat entre Forrester Créations et Restless Style ; Éric accepte. Mais Victor n'approuve pas l'alliance entre son fils, Nick et son pire ennemi Jack Abbott. Il leur met des bâtons dans les roues, et va jusqu'à persuader Éric de ne pas faire le partenariat avec le magazine. Mais après le lancement du magazine, Éric revient sur sa décision et envoie sa fille Felicia travailler quelque temps pour le magazine. Pour le deuxième numéro, Katy Perry est en couverture.
En juin 2008, Jack Abbott trafique un article qu'a écrit Adrian Korbel sur Sabrina Newman. Choqué par cet article, Victor retire Nick et Victoria de son testament pour tout donner à Abby et Victor Jr. Plus tard, alors que Nick et Victor se sont réconciliés, ce dernier donne la somme nécessaire à son fils pour racheter le magazine à Jack. Nick et Phyllis sont les nouveaux propriétaires.

## Nick et Phyllis, les propriétaires
En novembre 2008, Phyllis fait un voyage à Paris pour photographier Juliette (la chanteuse française Lorie), une chanteuse française qui fait la couverture du sixième numéro.

## Billy etRestless Style
En octobre 2009, Nick et Phyllis revendent le magazine à Billy Abbott.